# Las Condes
Las Condes è un comune del Cile della provincia di Santiago. Si trova nella Regione Metropolitana di Santiago. Al censimento del 2002 possedeva una popolazione di 249.893 abitanti.

## Società

### Evoluzione demografico
| CENSIMENTO DEL 1992 | CENSIMENTO DEL 2002 |
| 208.063 AB.         | 249.893 AB.         |

## Amministrazione

### Gemellaggi
- [[File:Template:Naz/ISRAELE|class=noviewer|Template:Naz/ISRAELE (bandiera)|20x16px]] PEATAH TIQWA